# Lijst van voetbalinterlands Engeland - Sovjet-Unie
Deze lijst van voetbalinterlands is een overzicht van alle officiële voetbalwedstrijden tussen de nationale teams van Engeland en de Sovjet-Unie (speelde in 1992 onder de naam Gemenebest van Onafhankelijke Staten). De landen speelden twaalf keer tegen elkaar. De eerste ontmoeting, een vriendschappelijke wedstrijd, werd gespeeld in Moskou op 18 mei 1958. Het laatste duel, eveneens een vriendschappelijke wedstrijd, vond plaats op 29 april 1992 in Moskou.

## Wedstrijden
| №  | Plaats    | Datum           | Competitie        | Wedstrijd              | Uitslag |
| -- | --------- | --------------- | ----------------- | ---------------------- | ------- |
| 1  | Moskou    | 18 mei 1958     | Vriendschappelijk | Sovjet-Unie – Engeland | 1 – 1   |
| 2  | Göteborg  | 8 juni 1958     | WK 1958           | Engeland – Sovjet-Unie | 2 – 2   |
| 3  | Göteborg  | 17 juni 1958    | WK 1958           | Engeland – Sovjet-Unie | 0 – 1   |
| 4  | Londen    | 22 oktober 1958 | Vriendschappelijk | Engeland – Sovjet-Unie | 5 – 0   |
| 5  | Londen    | 6 december 1967 | Vriendschappelijk | Engeland – Sovjet-Unie | 2 – 2   |
| 6  | Rome      | 8 juni 1968     | EK 1968           | Engeland – Sovjet-Unie | 2 – 0   |
| 7  | Moskou    | 10 juni 1973    | Vriendschappelijk | Sovjet-Unie – Engeland | 1 – 2   |
| 8  | Londen    | 2 juni 1984     | Vriendschappelijk | Engeland – Sovjet-Unie | 0 – 2   |
| 9  | Tbilisi   | 26 maart 1986   | Vriendschappelijk | Sovjet-Unie – Engeland | 0 – 1   |
| 10 | Frankfurt | 18 juni 1988    | EK 1988           | Engeland – Sovjet-Unie | 1 – 3   |
| 11 | Londen    | 21 mei 1991     | Vriendschappelijk | Engeland – Sovjet-Unie | 3 – 1   |
| 12 | Moskou    | 29 april 1992   | Vriendschappelijk | GOS – Engeland         | 2 – 2   |

## Samenvatting
| Competitie        | Totaal gespeeld | Winst Engeland | Gelijk | Winst Sovjet-Unie | Doelsaldo Engeland – Sovjet-Unie |
| ----------------- | --------------- | -------------- | ------ | ----------------- | -------------------------------- |
| WK-eindronde      | 2               | 0              | 1      | 1                 | 2 − 3                            |
| EK-eindronde      | 2               | 1              | 0      | 1                 | 3 − 3                            |
| Vriendschappelijk | 8               | 4              | 3      | 1                 | 16 − 9                           |
| Totaal            | 12              | 5              | 4      | 3                 | 21 − 15                          |

Wedstrijden bepaald door strafschoppen worden, in lijn met de FIFA, als een gelijkspel gerekend.

## Details

### Eerste ontmoeting
| Vriendschappelijk (Moskou, Sovjet-Unie, 18 mei 1958): |       |                 |
| Sovjet-Unie | 1 – 1 | Engeland        |
| Valentin Ivanov 78' | goals | 45' Derek Kevan |
| - Debuut van Viktor Tsaryov (Dinamo Moskou) en Yuriy Falin (Torpedo Moskou) voor Sovjet-Unie. - Debuut van Colin McDonald (Burnley), Eddie Clamp (Wolverhampton Wanderers) en Thomas Banks (Bolton Wanderers) voor Engeland. |       |                 |

### Achtste ontmoeting
| Vriendschappelijk (Londen, Verenigd Koninkrijk, 2 juni 1984): |       |                                        |
| Engeland                                                      | 0 – 2 | Sovjet-Unie                            |
|                                                               | goals | 55' Sergei Gotsmanov 89' Oleg Protasov |
| - Debuut van Mark Hateley (Portsmouth) voor Engeland.         |       |                                        |

### Tiende ontmoeting
| EK 1988 (Frankfurt, West-Duitsland, 18 juni 1988): |       |                                                                    |
| Engeland                                           | 1 – 3 | Sovjet-Unie                                                        |
| Tony Adams 16'                                     | goals | 3' Sergej Alejnikov 28' Alexej Michailitsjenko 73' Viktor Pasoelko |

### Elfde ontmoeting
| Vriendschappelijk (Londen, Verenigd Koninkrijk, 21 mei 1991): |       |                       |
| Engeland                                                      | 3 – 1 | Sovjet-Unie           |
| Alan Smith 16' David Platt 43' (pen.) David Platt 88'         | goals | 9' (e.d.) Mark Wright |
| - Debuut van David Batty (Leeds United) voor Engeland.        |       |                       |

### Twaalfde ontmoeting
| Vriendschappelijk (Moskou, Rusland, 29 april 1992):                                                                              |       |                                    |
| GOS | 2 – 2 | Engeland                           |
| Kakhaber Tskhadaze 44' Sergei Kiryakov 54'                                                                                       | goals | 15' Gary Lineker 73' Trevor Steven |
| - Debuut van Nigel Martyn (Crystal Palace), Keith Curle (Manchester City) en Carlton Palmer (Sheffield Wednesday) voor Engeland. |       |                                    |